# リアジェット23

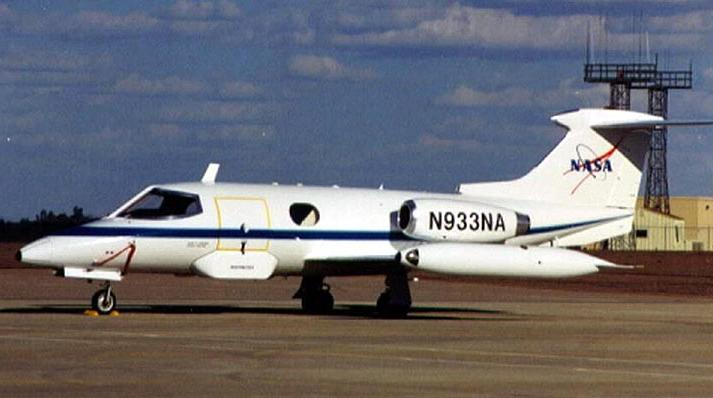
リアジェット23

リアジェット23（Learjet 23）は、1960年代のはじめに初飛行した、アメリカ合衆国のリアジェット社製の2名の乗員と4座席または6座席の乗員席をもつ双発ジェット機である。「小型ビジネスジェット」というカテゴリーの先駆的な機体である。

## 概要
発明家かつ起業家のウィリアム・パウエル・リア （William (Bill) Powell Lear, Sr.）は、自家用車用のカー・ラジオを実用化しその分野で「Motorola」というメガブランドを築くなどしてすでに財を成していたが、次に彼が開拓する有望な市場として「自家用ジェット機」を思いついた。世の社長や担当者たちがもっと敏速に移動することができれば、仕事をその日のうちに終えられ、すぐに飛んで帰れば家族と夕食を食べられる、と思い描き、そのような夢の飛行機の参考になる飛行機を探していたところ、スイスで開発が宙に浮いていたジェット戦闘機FFA P-16を見つけた。Hans-Luzius Studerが設計してスイスで開発された地上攻撃機FFA P-16は、スイス空軍に採用されることはなかった。リアは、その主翼の設計の良さ（翼長が短く高速性能に優れ、抗力が小さく、離陸・着陸時のコントロールがしやすい）に惚れ込み、可能性を感じ、スイス・アメリカン・アヴィエーション・コーポレーション（Swiss American Aviation Corporation ：SAAC）を設立し、P-16の機体設計を利用する権利を入手し、夢の自家用ジェットの開発を「SAAC-23」という開発名のもとで行った（なお、当時スペインに亡命中だったミハイ1世がウィリアム・リアと知り合い、テストパイロットとして開発に参加した）。
そしてリアは米国カンサス州ウィチタに土地を得て工場を建設、「リアジェット23」として1962年2月7日に最初の製造を開始し、1963年10月7日に初飛行し、1964年10月13日に初号機が引き渡された。
リアジェット23は高性能の小型ビジネスジェットの市場を切り開いた。1966年に次モデルリアジェット24に製造が引き継がれるまでに104機が製造された。

## 要目
- 乗員: 2名
- 乗客: 6名
- 全長: 13.18 m
- 全巾; 10.84 m
- 全高: 3.84 m
- 空虚重量: 2,790 kg
- 最大離陸重量: 5,670 kg
- エンジン: CJ610 ターボジェットエンジン（推力 12.71 kN）2基
- 制限最大速度: 903 km/h=M0.74
- 巡航速度: 834 km/h=M0.68
- 失速速度: 168 km/h=M0.24
- 巡航高度：13,715 m
- 航続距離：2,945 km
- 上昇率：3.5m/s